# Kýmina
Kýmina är en ort i Grekland.   Den ligger i prefekturen Nomós Thessaloníkis och regionen Mellersta Makedonien, i den norra delen av landet, 300 km norr om huvudstaden Aten. Kýmina ligger 1 meter över havet och antalet invånare är 3 775.
Terrängen runt Kýmina är mycket platt.  Närmaste större samhälle är Meneméni, 17,9 km öster om Kýmina. Trakten runt Kýmina består till största delen av jordbruksmark.